# Noise Vibration Harshness
Noise, Vibration, Harshness, noto anche con la sigla NVH, è una misura della confortevolezza di un veicolo. Molto usato in campo automobilistico è il risultato della combinazione di tre parametri:
1. noise: il livello di rumorosità nell'automobile durante la marcia;
2. vibration: le vibrazioni percepite dal guidatore;
3. harshness: la ruvidità dell'andatura del veicolo durante improvvise transizioni del moto (ad esempio buche sul terreno).

Volendo misurare la risposta vibrazionale del veicolo alle diverse condizioni di guida, la valutazione delle prestazioni NVH dipende soprattutto dalla rigidità della scocca, dalla massa e l'elasticità delle sospensioni.
Sebbene siano disponibili strumenti per una misura precisa dei valori sperimentali (ad esempio accelerometri montati sul volante, sul motore, sulla scocca, ecc.), per molti versi prevale la valutazione soggettiva.